# Mindelheimer Klettersteig
De Mindelheimer Klettersteig is een klettersteig in de Allgäuer Alpen over drie bergen, die de drie Schafalpenköpfe heten. Het hoogste punt ligt op 2320 meter. Het is een middelzwaar parcours van de categorie AD tot D. Het parcours verbindt de Mindelheimer Hütte (2058 m) met de Fiderepasshütte (2076 meter). De klim is zeer goed beveiligd. Een klein bruggetje over een vijftien meter hoge kloof, vanwaar men een goed zicht heeft op de Fiderepasshütte, wordt vaak gezien als het hoogtepunt van de klettersteig.

## Galerij

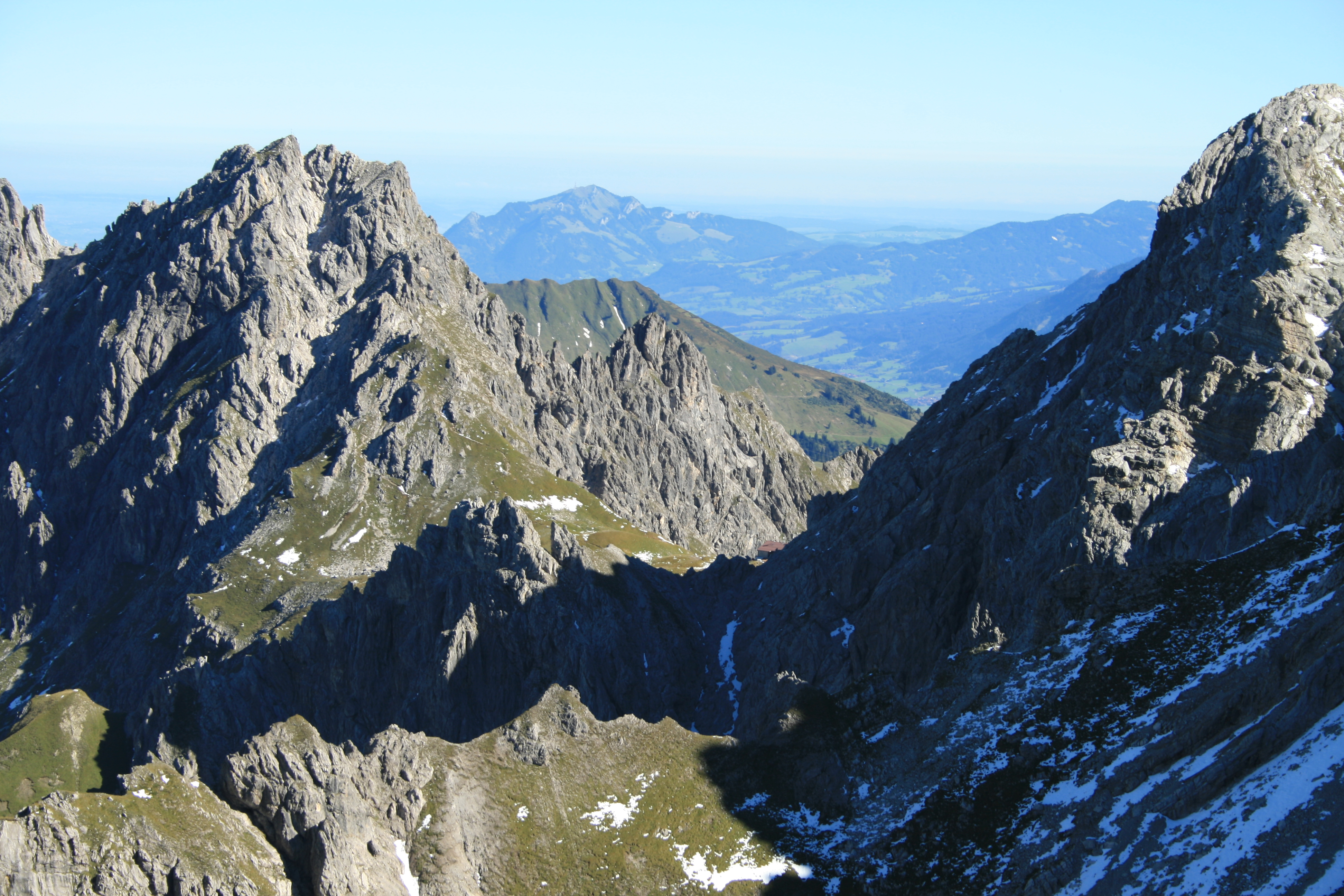
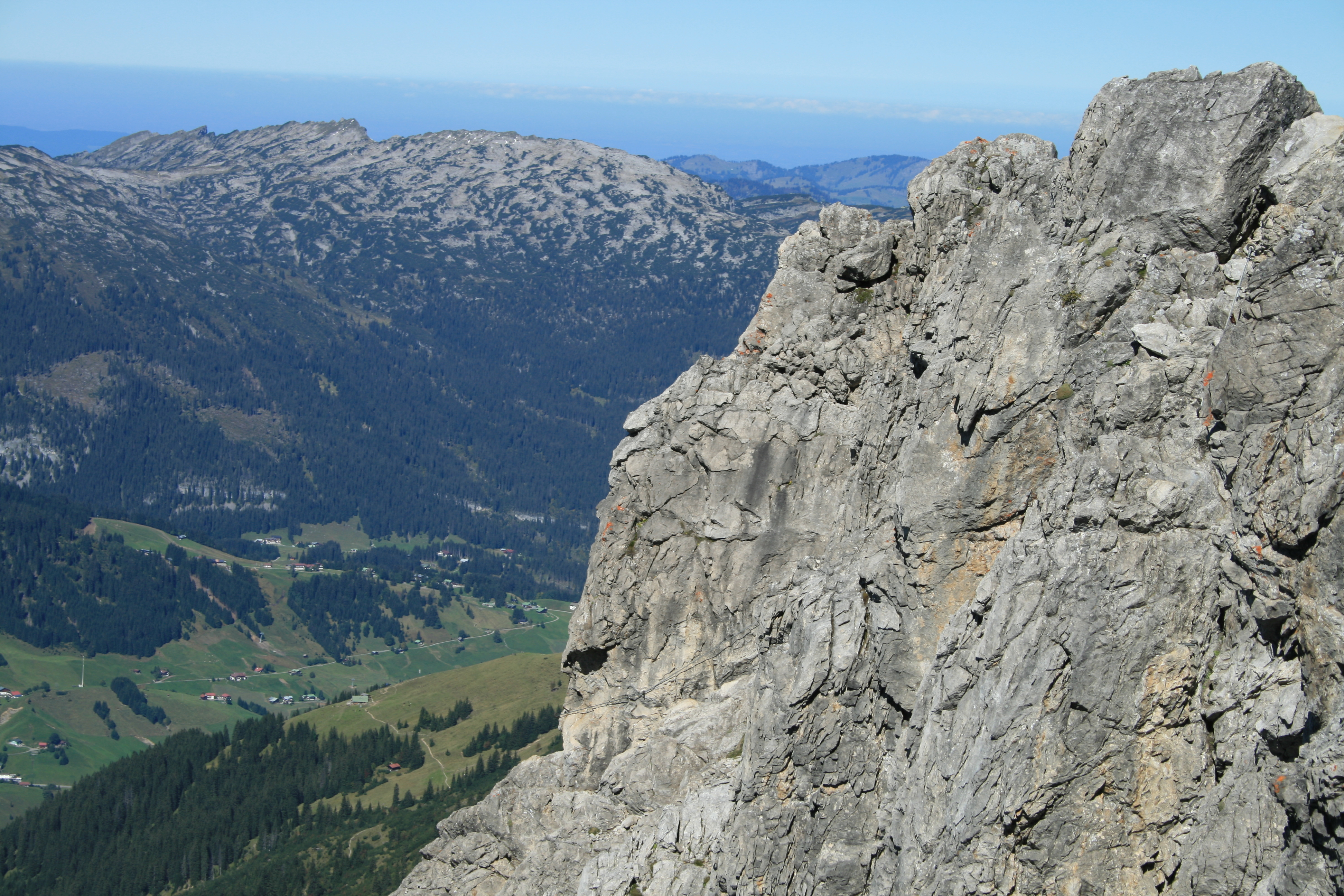